# Foramen lacerum
Das Foramen lacerum (v. lat. zerrissenes Loch) ist eine Öffnung in der knöchernen Schädelbasis. 
Es wird unscharf vom Felsenbein (Pars petrosa) des Schläfenbeins (Os temporale), vom großen Flügel des Keilbeins (Os sphenoidale) sowie einem kleinen Teil des Hinterhauptsbeins (Os occipitale) begrenzt. 
Das Foramen lacerum stellt eine Verbindung von der mittleren Schädelgrube (Fossa cranii media) der inneren Schädelbasis (Basis cranii interna) zur äußeren Schädelbasis (Basis cranii externa). Es bietet Durchgang für den großen und kleinen Felsennerv sowie den tiefen Felsennerv (Nervus petrosus major, Nervus petrosus minor und Nervus petrosus profundus). Der Rest des Foramens ist beim Lebenden durch Faserknorpelgewebe verschlossen.

## Quelle
- J. Fanghänel (Hrsg.): Waldeyer Anatomie des Menschen. de Gruyter 2003, 17. Auflage, S. 211. ISBN 3-11-016561-9